# Caritas in Veritate

O brasão pontifício de Bento XVI.

Caritas in Veritate (em latim: caridade em verdade) é o título da terceira encíclica do Papa Bento XVI. Datado de 29 de Junho de 2009, foi finalmente publicado no dia 7 de Julho de 2009. Até à data, Bento XVI promulgou duas encíclicas, Deus Caritas Est ("Deus é Amor") e Spe Salvi ("salvo pela Esperança").
Caritas in Veritate é a primeira encíclica de Bento XVI versando sobre vários temas socioeconómicos, numa altura em que o mundo, cada vez mais globalizado, era devastado por uma profunda crise económica e financeira. A encíclica foi publicada em homenagem ao quadragésimo aniversário da Populorum Progressio. Bento XVI, sem tirar a importância da Rerum novarum, sustenta que os ensinamentos da Populorum progressio estão mais próximos dos problemas da primeira década do Século XXI, que seria, portanto a Rerum novarum contemporânea.

## Esquema
- Introdução
- A mensagem da Populorum Progressio
- O desenvolvimento humano no nosso tempo
- Fraternidade, desenvolvimento económico e sociedade civil
- Desenvolvimento dos povos, direitos e deveres, ambiente
- Colaboração da família humana
- O desenvolvimento dos povos e a técnica
- Conclusão

## Ideias principais
"Da economia à cultura, os seis capítulos da encíclica aprofundam as questões do desenvolvimento no contexto social, jurídico, cultural, político e económico". Na crítica e na análise destas questões sociais, Bento XVI centrou-se na "articulação entre caridade e verdade", que são as "forças principais [para] um autêntico desenvolvimento orientado pela justiça e pelo bem comum". Por reflectir principalmente sobre o autêntico desenvolvimento humano, a Caritatis in Veritate baseou-se por isso na encíclica Populorum Progressio (1967), do Papa Paulo VI. Mas, devido às enormes diferenças entre o mundo de 1967 e o de 2009, o Papa Bento XVI sentiu a necessidade de abordar a Doutrina Social da Igreja de uma maneira muito diferente daquela que tinha sido apresentada na Populorum Progressio pelo Papa Paulo VI.
Mais concretamente, nesta encíclica, Bento XVI defende "a reforma, quer da ONU quer da arquitectura económica e financeira internacional, sentida em especial perante o crescimento incessante da interdependência mundial, mesmo no meio de uma recessão económica planetária". Face a esta grande recessão, o Papa exorta os países mais ricos a "ajudar as “economias atingidas pela crise de modo a prevenir o agravamento da recessão e, em consequência, mais desequilíbrios”". Ele também realça a necessidade urgente "de uma nova e profunda reflexão sobre o sentido da economia e dos seus fins, bem como uma revisão profunda e clarividente do modelo de desenvolvimento".
Este Papa deseja que a Organização das Nações Unidas (ONU) possa tornar-se numa verdadeira "autoridade política global, regida pelos princípios da subsidiariedade e solidariedade". Ele enumerou também os grandes problemas que a comunidade internacional, unida na ONU, deve resolver: o governo da economia mundial, o “desarmamento”, a “segurança alimentar e paz” e, ainda, a defesa do ambiente e a regulação de fluxos migratórios".
No fundo, esta encíclica não pretende oferecer "soluções económicas [...], mas orientações éticas", para que a economia, orientada por "uma ética amiga da pessoa que respeite a vida, os mais pobres e desfavorecidos", possa "funcionar correctamente" e contribuir para o autêntico desenvolvimento de todos os homens e para a minimização dos desequilíbrios mundiais.

## Resumo
A Introdução e a Conclusão contém a chave para a leitura da Encíclica, que:
1. Procura interpretar os "sinais dos tempos" à luz da revelação cristã e do Magistério da Igreja. O ponto de partida é a afirmação de que: "A Vida é um Dom", tendo em vista que ninguém pode dar-se a vida por si só. Portanto, toda pessoa seria objeto de uma "vocação", parte de um "projeto de Deus" a ser acolhido com gratidão e a ser realizado com liberdade e responsabilidade. Seria em tal projeto que que o ser humano encontraria de fato sua verdade, e, seria aderindo a tal verdade que o ser humano se tornaria livre (Parágrafo 1). Por isso não se poderia expulsar Deus da consciência humana. O homem seria feito para a verdade e para o amor, e Deus permaneceria como a única resposta possível, não só às exigências da inteligência (verdade), mas também aos impulsos do coração (amor);
2. Sustenta que:

2.1 "A Caridade na verdade" não seria somente a essência do anúncio cristão, mas também seria o cimento necessário para realizar um desenvolvimento humano integral, pois quando se deseja que as relações humanas sejam sólidas, então se exige que tais relações estejam fundadas sobre uma "verdadeira caridade". Tal binômio (caridade e verdade) seria fundamental, pois: "sem verdade, a caridade descamba no sentimentalismo", pois o amor "é presa das emoções e das opiniões contingentes dos sujeitos, uma palavra abusada e distorcida, até o ponto de significar o contrário" (Parágrafo 3); por outro lado, "a verdade, faria com que os homens saíssem das opiniões e das sensações subjetivas, lhes permite dirigir-se além das determinações culturais e históricas e encontrar-se na apreciação do valor e da substância das coisas" (Parágrafo 4). Por isso, somente a caridade na verdade tornaria possível o diálogo, a comunicação e a comunhão, portanto, viver a caridade na verdade seria o único fundamento sobre o qual seria possível construir uma "boa sociedade" e realizar um desenvolvimento integral da humanidade;
2.2 A religião seria necessária para o progresso da humanidade, conceito sobre o qual concordariam, na época da publicação, inclusive, expoentes da "cultura laica". Portanto seria necessário um diálogo fecundo e uma profícua colaboração entre a razão e a fé religiosa, pois: "A razão sempre necessita ser purificada pela fé, e isto vale também para a razão política, que não deve crer-se onipotente. Por sua vez, a religião sempre necessita ser purificada pela razão para mostrar sua autêntica fisionomia humana. A ruptura deste diálogo comporta um custo muito oneroso para o desenvolvimento da humanidade". (Parágrafo 56).
2.3 A Doutrina Social da Igreja, que teria como bases o direito natural e a revelação, e, portanto, permitiria a defesa do "estatuto de cidadania da religião cristã", e seria uma doutrina um "serviço da caridade, mas na verdade", sendo que tal verdade seria, simultaneamente: verdade da fé e da razão (Parágrafo 5).
3. Apresenta uma nova definição de Doutrina Social da Igreja: "caritas in veritate in re sociali", ou seja, o anúncio da verdade no amor de Cristo na sociedade, com base no entendimento de que A Doutrina Social da Igreja não nasceria do exterior da “questão social”, mas do interior da resposta de verdade e de amor que o cristianismo oferece às expectativas da sociedade humana;
4. Ressalva que "a Igreja não tem soluções técnicas a oferecer e não pretende 'minimamente intrometer-se na política dos Estados'. Tem, no entanto, uma missão de verdade a cumprir, em qualquer tempo e acontecimento, para uma sociedade na medida do homem, de sua dignidade e de sua vocação" (Parágrafo 9) e afirma que a contribuição da Igreja ao desenvolvimento humano integral consistiria na promoção de um humanismo transcendente, que evite "uma visão empiricista e cética da vida, incapaz de elevar-se acima da práxis" (Parágrafo 9).
Nos Capítulos I e II são propostas atualizações da Populorum Progressio, de modo que Bento XVI prefere defender o "desenvolvimento humano integral" em vez do "desenvolvimento dos povos" proposto na Encíclica de Paulo VI:
1. A primeira atualização é proposta no Parágrafo 16, ao Parágrafo 42 da Populorum Progressio, na qual se afirma que: "Não existe, pois, verdadeiro humanismo se não aberto ao Absoluto, no reconhecimento de uma vocação que oferece a verdadeira ideia da vida humana", segundo Bento XVI: "Paulo VI quis dizer-nos, antes de tudo, que o progresso é, em sua origem e em sua essência, uma vocação: 'No desígnio de Deus todo homem é chamado a um desenvolvimento, porque toda vida é vocação'", trata-se do pressuposto a partir do qual a Caritas in Veritate foi construída.
1.1 Segundo Bento XVI, quando se considera que o desenvolvimento é a resposta do homem à sua vocação transcendente, é necessário que o progresso ocorra em conformidade com a dignidade humana, pois: "A vocação é um apelo que requer uma resposta livre e responsável. O desenvolvimento humano integral supõe a liberdade responsável da pessoa e dos povos: nenhuma estrutura pode garantir tal desenvolvimento fora e acima da responsabilidade humana. [...] Somente se livre, o desenvolvimento pode ser integralmente humano; somente num regime de liberdade responsável ele pode crescer de maneira adequada" (Parágrafo 17).
1.2 Portanto, segundo Bento XVI, o verdadeiro progresso consiste na realização livre e responsável da vocação que o homem recebeu, pois o "desenvolvimento humano integral" não pode não fazer referência Àquele que chama, ou seja, só pode ser transcendente, e seria esta a razão pela qual Deus e a religião não poderiam ser excluídos do horizonte humano.
2. Outro aspecto fundamental da Populorum Progressio é o de que o desenvolvimento, para ser verdadeiramente humano, necessita de fraternidade, conforme se lê no Parágrafo 66: "O mundo está doente. Seu mal reside menos na dilapidação dos recursos ou em seu açambarcamento da parte de alguns, do que na falta de fraternidade entre os homens e entre os povos", Bento XVI atualiza essa perspectiva, afirmando que as graves situações denunciadas por Paulo VI ainda persistem, e talvez estejam ainda mais agravadas no mundo globalizado, tendo em vista: a atividade financeira de caráter prevalentemente especulativo; os fluxos migratórios; o desfrutamento desregulado dos recursos da Terra; a corrupção e a ilegalidade (Parágrafo 21), isto provaria que sem "caridade na verdade" não ocorre fraternidade, nem o verdadeiro desenvolvimento humano integral; e isso seria a demonstração de que as estruturas econômicas e as instituições (das quais ninguém nega a importância) por si sós não bastam, se falta a atenção aos componentes humanos e humanizantes do desenvolvimento.
2.1. Esse seria o limite da ideologia tecnocrática predominante, pois não reconheceria que os homens, sozinhos, jamais poderão realizar a fraternidade. Bento XVI afirma que: "A sociedade sempre mais globalizada nos torna próximos, mas não nos torna irmãos. A razão, por si só, está em condições de captar a igualdade entre os homens e de estabelecer uma convivência cívica entre eles, mas não consegue fundar a fraternidade"; isso porque, segundo o Papa, a fraternidade: "tem sua origem numa vocação transcendente de Deus Pai, que nos amou primeiro, ensinando-nos por meio do Filho o que seja a caridade fraterna" (Parágrafo 19).
3. Outro aspecto da Populorum Progressio (cf., por exemplo, o Parágrafo 85), é a defesa de que as reformas deveriam ocorrer numa perspectiva interdisciplinar, conectando os vários aspectos do desenvolvimento humano numa visão de conjunto, é reiterado pela Caritas in Veritate, que afirma que: "As avaliações morais e a pesquisa científica devem crescer juntas [...] e a caridade deve animá-las num todo harmônico interdisciplinar, feito de unidade e de distinção. A Doutrina Social da Igreja, que tem 'uma importante dimensão interdisciplinar', pode desenvolver, nesta perspectiva, uma função de extraordinária eficácia" (Parágrafo 31).
3.1 Muitos problemas colocados pela "questão antropológica" estão coligados entre si: os direitos individuais não podem ser desvinculados de uma visão conjunta de direitos e deveres, caso contrário a reivindicação dos direitos se torna ocasião para manter os privilégios de poucos: "os direitos pressupõem deveres, sem os quais se transformam em arbítrio" (Parágrafo 43);
3.2 Bento XVI insiste na necessidade de se ter sempre presente a estreita conexão entre os vários aspectos e os diversos problemas do desenvolvimento humano integral, como no caso das problemáticas conexas com o crescimento demográfico: "Trata-se de um aspecto muito importante do verdadeiro desenvolvimento, porque concerne aos valores irrenunciáveis da vida e da família. Considerar o aumento da população como causa primária do subdesenvolvimento é incorreto, também do ponto de vista econômico" (Parágrafo 44).
Os Capítulos III, IV e V, contém reflexões sobre como a Igreja deve se portar diante dos maiores problemas da época, esses Capítulos versam sobre as tomadas de posição da Igreja diante dos desafios da "questão antropológica", nesse contexto:
1. Destaca-se a afirmação de que: "as grandes novidades que o quadro do desenvolvimento dos povos apresentam hoje levantam, em muitos casos, a exigência de novas soluções. Elas são procuradas conjuntamente no respeito das leis próprias de cada realidade e na luz de uma visão integral do homem, que respeitem os vários aspectos da pessoa humana, contemplada com o olhar purificado da caridade" (Parágrafo 32), razão pela qual sustenta que os novos desafios devem ser enfrentados em uma ótica personalista e comunitária;
2. É introduzido o conceito-chave que afirma que: "A caridade na verdade coloca o homem diante da estupefaciente experiência do dom. A gratuidade está presente em sua vida de múltiplas formas, com frequência não reconhecidas por causa de uma visão apenas produtivista e utilitarista da existência. O ser humano é feito para o dom que exprime e atua a dimensão de transcendência" (Parágrafo 34);
3. Afirma-se que a verdade é um dom maior que "não é produzida por nós, mas sempre encontrada, ou melhor, recebida" (Parágrafo 34), para aprofundar as categorias da revelação e sustentar que: "a criatura humana, enquanto de natureza espiritual, se realiza nas relações interpessoais. Quanto mais as vive de modo autêntico, mais amadurece a própria identidade pessoal. Não é isolando-se que o homem valoriza a si mesmo, mas pondo-se em relação com os outros e com Deus. [...] Isso vale também para os povos" (Parágrafo 53);
4. São abordados temas como finanças éticas (Parágrafo 45); tutela do ambiente (Parágrafo 48); uso responsável dos recursos energéticos (Parágrafo 49); liberdade religiosa (Parágrafo 55); colaboração fraterna entre crentes e não crentes (Parágrafo 56); papel da cooperação internacional (Parágrafo 58); turismo internacional como fator de crescimento (n. 61); fenômeno das migrações (n. 62); novas tarefas das organizações sindicais dos trabalhadores (n. 64); reforma das Nações Unidas e a necessidade de uma verdadeira autoridade política mundial (Parágrafo 67).
No Capítulo VI se explica porque a velha "questão social" se tornou uma "questão antropológica", ou seja, se explica que a "questão social":
1. que no Século XIX, era conhecida como a “questão operária”, após a Revolução Russa de 1917, se transformou em um confronto ideológico entre dois modelos de Estado: democracia liberal x socialismo real;
2. na segunda metade do Século XX, assumiu as dimensões planetárias do equilíbrio entre o Norte rico e o Sul pobre do mundo;
3. no início do Século XXI, após o fracasso das ideologias, a queda do Muro de Berlim e a revolução tecnológica, se transformou em “questão antropológica”.

Nesse contexto, o atual desafio é o do surgimento de um novo modo de conceber a vida humana, a qual, através do uso das biotecnologias de que o homem dispõe, poderia ser manipulada por meio: da fecundação in vitro, da pesquisa com embriões, à clonagem e à hibridação humana. Isso porque:
1. a nova ideologia tecnocrática teria ganho força e estaria substituindo as ideologias políticas dos Séculos XIX e XX;
2. o "homem tecnológico" ficou embriagado, pois estaria convencido de que seria o único autor de si mesmo, de sua vida e da sociedade;
3. tal convicção de ser autossuficiente e de ser capaz de eliminar o mal presente na história somente com a própria ação, teria induzido o homem contemporâneo a fazer coincidir a felicidade e a salvação com formas de bem-estar material e de ação social;

Portanto, essa convicção de autossuficiência seria um retorno à tentação de sempre: de negar a necessidade que o homem tem de se relacionar com Deus, com base na crença de que homem é suficiente a si mesmo e pode libertar-se com as próprias mãos.
A Encíclica procura refutar esse entendimento, afirmando que o verdadeiro desenvolvimento não consiste primariamente no fazer, pois a chave do desenvolvimento seria uma inteligência em condições de pensar a técnica e de colher o sentido plenamente humano do fazer do homem, no horizonte de sentido da pessoa, tomada na globalidade de seu ser, Bento XVI conclui: "Sem Deus o homem não sabe aonde ir e não consegue sequer compreender quem ele seja" (Parágrafo 78).